# Sterkstroom
Sterkstroom is een plaats in de Zuid-Afrikaanse provincie Oost-Kaap.
Sterkstroom telt ongeveer 4000 inwoners.

## Subplaatsen
Het nationaal instituut voor de statistiek, Stats SA, deelt sinds de census 2011 deze hoofdplaats in in 4 zogenaamde subplaatsen (sub place):
Frans • Hofmansville • Koos-Ras Nature Reserve • Sterkstroom SP.